# Bb Steps
Bb Steps è il primo album in studio rapper canadese bbno$, pubblicato il 12 luglio 2018 dalla Universal Music Group.

## Tracce
Testi di Alexander Leon Gumuchian, musiche di Darby Bouey, Jason Rich, Julian Ching, Garrett Hartnell, Aaron Carmack, Paul M. Sledge, Sam Lucia, Geoffrey Millar, Jed Stewart-Ng.
1. Too Easy – 2:41
2. Flex – 2:46
3. Guarantee – 2:44
4. Bad Girl (feat. Bains) – 2:21
5. Bulletproof – 2:45
6. Don't Tell Me Shit (feat. DBangz) – 3:48
7. Pennies Up (feat. Mia Gladstone) – 2:52
8. Namaste (feat. TrippyThaKid) – 4:12
9. Tony Thot – 2:16
10. Opus (feat. So Loki) – 3:54